# オリヴァー・ストコウスキ
オリヴァー・ストコウスキ（Oliver Stokowski、1962年8月8日 - ）は、ドイツの俳優。

## 出演作品
- 23年の沈黙
- ナチスが最も恐れた男
- マイフレンド・イエティ
- es［エス］（囚人番号82／シュッテ）
- レギュラー・ガイ